# 墨西哥醫療噴射機公司056號班機空難
墨西哥醫療噴射機公司056號班機是一趟從费城东北机场起飞，经停斯普林菲尔德-布兰森国家机场后飞往墨西哥蒂华纳国际机场的醫療航班，2025年1月31日下午六时许，执飞本航班的里尔55喷气机在起飞后不久，于宾夕法尼亚州费城东北部坠毁。飞机坠毁导致多个建筑和车辆受损，造成爆炸及火灾。机上六人当场遇难，當中包括一名女性患儿和她的母亲。另造成地面2人死亡，23人受伤。

## 背景

### 涉事飞机
这架由喷气救援空中救护车运营的里尔55喷气机注册号为XA-UCI，生产商编号为55-032，生产于1982年，事发时机龄43年。该机自费城东北机场，原定经停密蘇里州格林縣斯普林菲尔德西北部的斯普林菲尔德-布兰森国家机场 后前往墨西哥蒂华纳的蒂华纳国际机场。

### 当地气象
国家气象局纪录的当地气象数据显示，当时费城出现小雨、阴天和有雾天气，下午6时前记录风速达30英里每小時（48每小時）。

### 乘客与机组人员
据美国联邦航空管理局和运输部长肖恩·达菲称，涉事飞机上载有六人。墨西哥医疗运输公司喷气救援空中救护车表示，机上有四名机组成员、一名儿科患儿以及一名护送人员。這些人均為墨西哥人。

## 事件经过

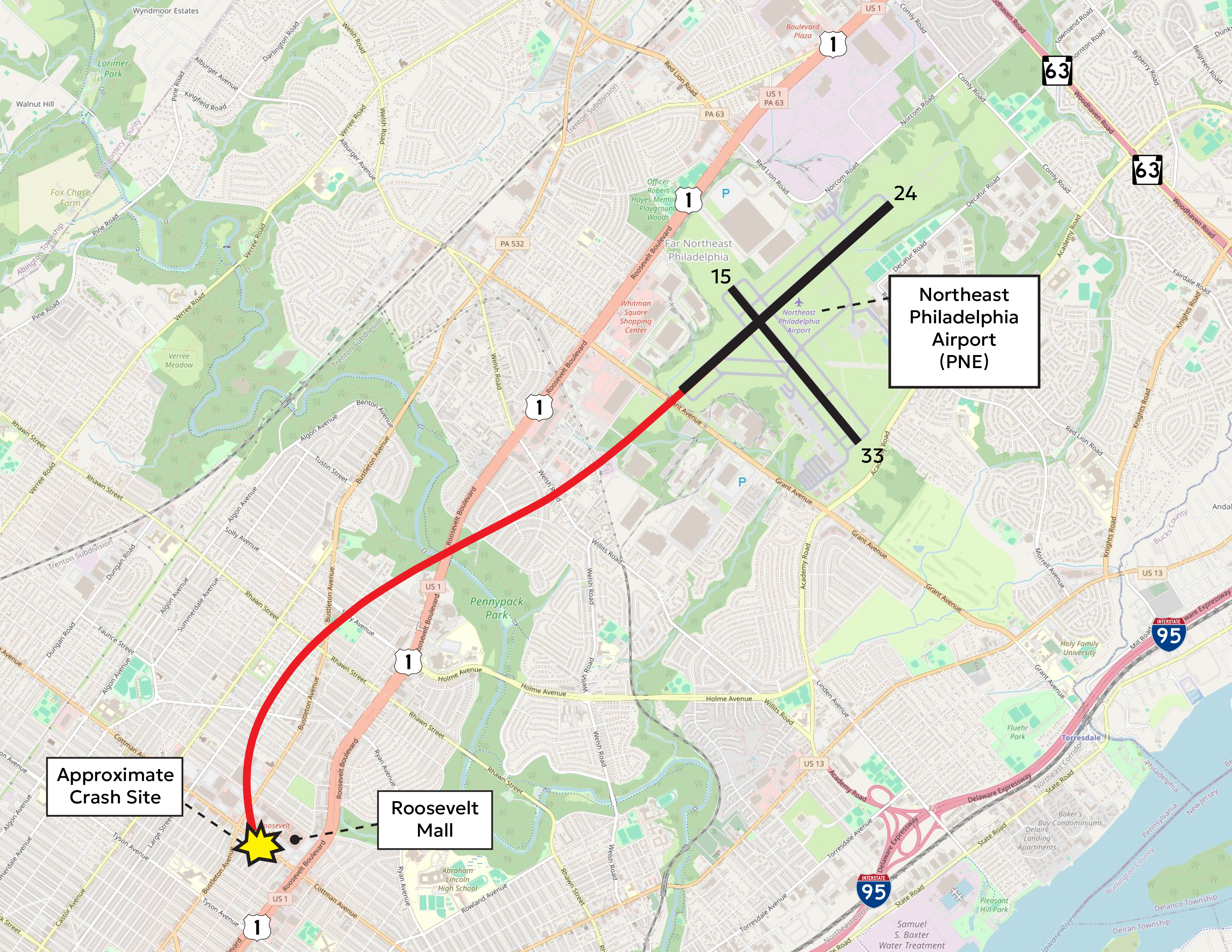
涉事飞机的飞行路线与坠机地点

在2025年1月31日约18时22分（EST），在起飞后30秒，这架小型喷气机从雷达上消失，坠毁在科特曼大道和罗斯福大道路口的罗斯福商场附近。坠毁时，飞机的下降率达到了每分钟约11,000英尺。飞机残骸碎片击中了该地区的多座建筑物。附近的摄像头拍摄到了飞机从天上坠落并发生巨大爆炸并冒出浓烟的画面。WTXF-TV的报道显示，现场有大片残骸与多处起火。
事故导致多座商铺、多座房屋以及多辆车辆起火。撞击引起的火灾蔓延至附近的排屋。地面上有多人受伤。
地面上有至少6名伤者因不同程度的烧伤被送往医院。当日晚些时候，其中3人已经出院。一家小餐馆内，一名男子被残骸碎片击中头部。 

## 后续
事发后，联邦航空管理局下令费城东北机场停飞。费城警察局启动了全市紧急响应，以阻止事故引起的火势蔓延。费城应急管理办公室在坠机现场附近实施了道路封闭，并敦促驾车者避开该地区。

## 事故调查
美国联邦航空管理局(FAA)宣布，本次事故将在國家運輸安全委員會(NTSB)牵头下，由FAA和NTSB进行调查。 NTSB 称，一名调查人员已于周五抵达现场，周六将有更多官员抵达现场。

## 各方反应
美国总统唐纳德·特朗普听取了有关情况的汇报。他在社交媒体真实社交上称，这起事件是“无辜灵魂的悲剧性损失”，并赞扬了急救人员的努力。他说：“我们的人全力正投入工作”，“上帝保佑所有人。”
宾夕法尼亚州州长乔什·夏皮罗及其秘书处与费城市长谢丽尔·帕克 、应急管理办公室、费城警察局和费城消防局协调应对工作，并表示所有州内资源均可提供帮助。 